# Munderloh
Munderloh ist ein Ortsteil der Gemeinde Hatten im niedersächsischen Landkreis Oldenburg.

## Geografie
Der Ort liegt südlich der A 28 an der Landesstraße 871.

## Geschichte
Der Ort trug zeitweise auch den Namen Mundale.
In den 1250er Jahren kam es hier zu einer  Schlacht zwischen den Bischöfen Simon I. von Lippe und Hildebold von Wunstorf.

## Religion
Munderloh ist in die Kirchengemeinde Hatten eingepfarrt.